# Tabaxir

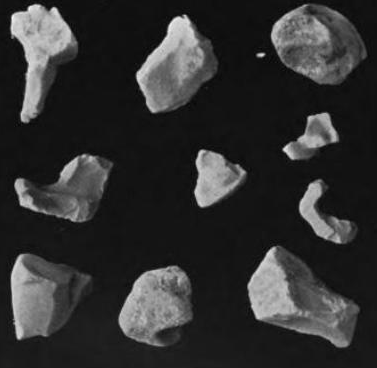
Tabaxir (Tabaschir)

Tabaxir (auch Bambuskampfer oder Bambuszucker, in den Ursprungsländern Sanskrit Banslochan, arabisch (englisch transkribiert) Tabasheer, persisch Tabaschir oder Tabashir) ist eine Konkretion aus den Hohlräumen zwischen den Knoten des Bambusrohrs. Es war als Arzneimittel im Mittelalter hoch geschätzt, wird jetzt aber nur noch in China und Arabien angewendet.
Tabaxir entsteht wahrscheinlich bei periodisch verlangsamtem Wachstum und bildet unregelmäßige, erbsengroße weiße, gelbliche und bräunliche, opalartig durchscheinende Körnchen, die wesentlich aus amorpher Kieselsäure mit 5 bis 13 % Wasser bestehen. Nach Zusammensetzung und physikalischer Beschaffenheit hat Tabaxir die größte Ähnlichkeit mit Opal, es wird im Wasser durchsichtig und durch Trocknen wieder undurchsichtig und besitzt den kleinsten Brechungsindex unter allen bekannten festen Naturstoffen.

## Weiterführende Literatur
- David Brewster: On the natural history and properties of tabasheer, the siliceous concretion in the bamboo. In: The Edinburgh journal of science. Band 8, 1828, S. 285–294 (englisch, online in der HathiTrust Digital Library).
- Carl Curt Hosséus: Die Beziehungen zwischen Tabaschir, Bambus-Manna oder Bambus-Zucker und dem Σάϰχαρον der Griechen. In: Beihefte zum botanischen Centralblatt. Band 30, 1. Abt. 1913, S. 88–109 (online im Textarchiv – Internet Archive).
- Jacek Klinowski, Chi-Feng Cheng, Jeús Sanz, José M. Rojo, Alan L. Mackay: Structural studies of tabasheer, an opal of plant origin. In: Philosophical Magazine A. Band 77, Nr. 1, 1998, S. 201–216, doi:10.1080/01418619808214238 (englisch).